# Dumb Ways to Die
Dumb Ways to Die (с англ. — «Глупые способы умереть») (официальное сокращение — "DWTD") — социальная реклама, а затем и игра, представленная оператором Metro Trains Melbourne (сокращённо — "Metro"), управляющим железнодорожными сетями в австралийском городе Мельбурне. Рекламная кампания направлена на пропаганду безопасного поведения на транспорте, вирусный контент размещается в открытом доступе и социальных медиа. В рекламе 20 персонажей поют о своих смертях от начала до конца. В каждом припеве напевается само название игры «Dumb ways to die». Песня была загружена на YouTube в 2012 году.

## Компания
Компания была разработана рекламным агентством McCann Australia (сокращённо — McCann) из Мельбурна. В городе была размещена наружная реклама. Реклама также появилась в Газетах, на городском радио, повсеместно в метро и в сервисе Микроблогинга Tumblr. Джон Месколл, исполнительный директор творческой службы McCann, сказал: «Целью этой кампании является привлечение внимания аудитории, которая не хочет слышать никаких сообщений о правилах безопасности, и мы думаем, что Dumb Ways to Die станет для них исключением». Инициаторы кампании ожидали, что за две недели её стоимость достигнет 50 миллионов австралийских долларов плюс порядка 700 воспроизведений в средствах массовой информации.

## Видео
Видео было придумано Пэтом Бэроном, аниматором выступил Джулиан Фрост, а продюсером стал Киннамон Дарвэлл. 14 ноября 2012 года ролик загрузили на YouTube, двумя днями позже к нему открыли публичный доступ. Видео в жанре «чёрного юмора» демонстрирует «различных милых персонажей, которые убивают себя невероятно идиотскими способами». Последние три персонажа погибают в результате несоблюдения правил безопасности на железной дороге. В процессе развития событий персонажи поют забавную песенку о своих смертельных приключениях, после «смерти» присоединяясь к хору своих предшественников. Всего в ролике 20 персонажей, каждый со своим «идиотским способом умереть».
Видео собрало 2,7 миллиона просмотров за 48 часов и 4,7 миллиона — за 72 часа. За две недели видео было просмотрено 28 миллионов раз и спародировано 85 раз.
26 ноября McCann опубликовала официальную караоке-версию песни.

## Песня
Песня «Dumb Ways to Die», звучащая в видеоролике, была написана и спродюсирована Олли МакГиллом из группы The Cat Empire, автором текста стал сам Джон Месколл из McCann . Исполнила композицию Эмили Лубиц из Tinpan Orange, бэк-вокал Олли МакГилла. Песня появилась на iTunes, где была приписана вымышленному артисту «Tangerine Kitty» (отсылка к Tinpan Orange и The Cat Empire).
За 24 часа песня попала в Top-10 чарта iTunes, а к 18 ноября заняла шестое место в списке самых популярных композиций, обогнав песню Рианны «Diamonds». Песню называли «величайшим австралийским вирусным хитом». Она также попала в Top-10 чарта iTunes в Гонконге, Сингапуре, Тайване и Вьетнаме. За две недели на YouTube было загружено 65 кавер-версий.

## Игра
7 мая 2013 года появилась посвящённая рекламе игра «Dumb Ways to Die» для iPhone, в ней предлагалось спасти персонажей рекламы от различных опасностей. В сентябре вышла версия игры для Android. 9 ноября 2016 года игра была полностью завершена, но стала называться «Dumb Ways to Die Original» и добавляла новые игровые миссии со старыми персонажами. А в 2014 году был создан сиквел первой части — «Dumb Ways to Die 2: The Games».

## Отклики
Саймон Крерэр из Herald Sun пишет, что припев этой песни «самый цепляющий со времени Gangnam Style от PSY». Элис Кларк на страницах того же издания называет видео «восхитительно-болезненным», по её мнению, публичный транспорт Британского Содружества наконец «сломал длинную полосу ужасных кампаний».
Дэйзи Дьюмас из Sydney Morning Herald назвала композицию «умилительно-тёмной и утомляюще-захватывающей», а припев «моментальной липучкой для ушей».
Мишель Старр из CNET описывает рекламную кампанию как «смесь Премии Дарвина и The Gashlycrumb Tinies», а песню как «миленький инди-поп хит в духе Feist».
Логан Букер из Gizmodo увидел в клипе «страницу из Happy Tree Friends, где ужасное смешивается с очаровательным».
Карен Стокс из YouTube Australia видит примечательность рекламной кампании в большом числе просмотров видео с мобильных устройств. Стокс приписывает успех ролика живому заголовку, цепляющей мелодии, которая моментально застревает в голове, а также простому для понимания посланию, адресованному точно выбранной целевой аудитории.
Sunshine Coast Daily сообщает о «кампании безопасности на поездах в духе Gangnam Style».
Арлин Паредес из International Business Times считает, что видео получилось «блестящим в том, что касается привлечения внимания зрителей» и «вероятно, это одна из самых очаровательных социальных рекламных кампаний в истории».
В мае 2013 года рекламная кампания Dumb Ways to Die выиграла семь премий «Webby Awards» за «Лучший анимационный фильм и видео» (англ. «Best Animation Film & Video»), «Лучший вирусный онлайн-фильм и видео» (англ. «Best Viral Online Film & Video»), «Лучшую, вирусную, маркетинговую, интерактивную рекламу и медиа» (англ. «Best Viral Marketing Interactive Advertising & Media») и т.д.
17 июня 2013 года рекламная кампания была отмечена главными наградами в категориях PR, Direct и Promo & Activation на Международном фестивале творчества «Каннские львы».

## Цензура в России
Доступ к посту в блоге известного российского веб-дизайнера Артемия Лебедева на платформе LiveJournal, содержащему видеоролик «Dumb Ways to Die», был заблокирован в феврале 2013 года по запросу из Роскомнадзора, инстанции, осуществляющей интернет-цензуру в России. В тот же день для зрителей из России перестало быть доступным видео на Youtube, вместо него показывается стандартное сообщение о запрете доступа в связи с претензиями правообладателя. Позже эта формулировка была заменена следующей:

Этот контент заблокирован в вашей стране по требованию государственных органов.

Лебедев в своём блоге цитирует письмо с требованием заблокировать его пост, направленное администрации LiveJournal:

Текст песни содержит описание различных способов самоубийства, например: использовать лекарства с истекшим сроком годности, стоять на краю платформы, бегать через рельсы между платформ, съесть суперклея тюбик и другие. Мультипликационные герои демонстрируют описанные способы суицида в привлекательном для детей и подростков юмористическом формате. Такие строки песни, как «Спрятаться в сушилке для белья», «Интересно, что делает эта красная кнопка?» содержат призыв к осуществлению действий, напевая их «Весёлую, но тупую песенку Dumb ways to die».

Блокировка поста была выполнена согласно принятому в ноябре 2012 года «Закону о чёрных списках», согласно которому запрещается публикация материалов, связанных с пропагандой употребления наркотиков, детской порнографией и самоубийствами.